# Лејк Браунвуд (Тексас)
Лејк Браунвуд (енгл. Lake Brownwood) насељено је место без административног статуса у америчкој савезној држави Тексас.

## Демографија
По попису из 2010. године број становника је 1.532, што је 162 (-9,6%) становника мање него 2000. године.
| Група             | 2000.         | 2010.         |
| Белци             | 1.485 (87,7%) | 1.302 (85,0%) |
| Афроамериканци    | 25 (1,5%)     | 11 (0,7%)     |
| Азијати           | 0 (0,0%)      | 0 (0,0%)      |
| Хиспаноамериканци | 152 (9,0%)    | 194 (12,7%)   |
| Укупно            | 1.694         | 1.532         |